# 立花忠茂
立花忠茂（日语：／ Tachibana Tadashige，1612年8月3日—1675年11月6日）是江戶時代前期的大名。筑後柳河藩第2代藩主。

## 生平
在慶長17年7月7日（1612年8月3日）出生，立花直次的四男。
在出生後不久就成為沒有兒子的伯父‧初代藩主立花宗茂的養嗣子。在元和8年（1622年）2月27日以11歳之齡於朝廷加冠並敘任從五位下左近將監，受江戶幕府第2代將軍德川秀忠的偏諱而改名為忠貞，被賜予「左文字」的刀。
以將軍的相伴眾身份代替在江戶的養父宗茂，在寬永6年（1629年）期間實際上繼承家督並施行藩政。在寬永14年（1637年）11月的島原之亂中親自率軍參戰並立下戰功。在寛永16年（1639年）4月3日因為宗茂的致仕而正式成為柳河藩第2代藩主，開始為藩政的安定工作。
在義弟（忠茂的繼室是伊達忠宗的女兒）‧仙台藩第3代藩主伊達綱宗引起的伊達騷動中，參與幫忙鎮止事件。在正保3年（1646年）在永興寺（現今福岡縣三山市）到東照宮分靈。
在寬文4年（1664年）閏5月7日把家督讓予四男鑑虎並隱居。在延寶3年9月19日（1675年11月6日）死去。享年64歲。被葬在江戶德雲寺。法號是別峯院殿忠巖好雪大居士。
1. ↑  筑紫文書
2. ↑  永雲院殿月岫宗桂大姉。旧柳河藩主立花家文書-〔御亡者様御名幷御寺等書上〕、旧柳河藩主立花家文書-内実系譜〕00001627